# Henry Morrogh
Henry Morrogh (ur. 6 października 1931 roku) – irlandzki kierowca wyścigowy.

## Kariera
W wyścigach samochodowych Morrogh poświęcił się głównie startom zaliczanym do klasyfikacji Mistrzostw Świata Samochodów Sportowych. W 1964 roku odniósł zwycięstwo w klasie P 3.0, a w klasyfikacji generalnej był siedemnasty.